# Жињи на Саони
Жињи на Саони (фр. Gigny-sur-Saône) насеље је и општина у источном делу централне Француске у региону Бургоња, у департману Саона и Лоара која припада префектури Шалон сир Саон.
По подацима из 2011. године у општини је живело 544 становника, а густина насељености је износила 37,88 становника/km². Општина се простире на површини од 14,36 km². Налази се на средњој надморској висини од 180 метара (максималној 183 m, а минималној 167 m).

## Демографија
| 1962. | 1968. | 1975. | 1982. | 1990. | 1999. | 2011. |
| ----- | ----- | ----- | ----- | ----- | ----- | ----- |
| 414   | 450   | 392   | 370   | 401   | 504   | 544   |

График промене броја становника у току последњих година